# تششمه خيرزوارهكوة (مقاطعة إسلام آباد غرب)
تششمه‌خيرزوارهكوة (بالفارسية: چشمه‌خیرزواره‌کوه) هي قرية تقع في قسم حومة الجنوبي الريفي (مقاطعة إسلام آباد غرب) في إيران.